# Partit Socialista de les Illes Balears
El Partit Socialista de les Illes Balears (PSIB-PSOE) és la federació del Partit Socialista Obrer Espanyol a les Illes Balears. La branca juvenil es diu Joventuts Socialistes de les Illes Balears (JSIB).

## Història
La Federació Socialista Balear del PSOE era la secció a les Illes Balears del Partit Socialista Obrer Espanyol que va ser fundada el 1913 per Llorenç Bisbal i altres socialistes mallorquins, tot i que el socialisme s'havia començat a implantar a Palma a finals del segle xix, creant-se les primeres agrupacions el 1892 per part del tipògraf Pere Pasqual Morey.
El 1893 es presentà la primera candidatura a Corts, i el 1900 es creà El Obrero Balear, mitjà de difusió del Partit Socialista a les Illes Balears fins a la seva desaparició amb la Guerra Civil. El 1901 Francesc Roca fou elegit regidor de l'Ajuntament de Palma.
El Partit Socialista nasqué fortament vinculat al moviment sindical obrer, i les principals agrupacions es crearen a municipis amb una incipient indústria com Esporles, Alaró o Llucmajor, a més de Palma. Igualment es crearen les primeres agrupacions de Joventuts Socialistes, que protagonitzarien l'escissió cap al comunisme després de la I Guerra Mundial.
A principis dels anys 20 ja hi hauria regidors socialistes als municipis d'Alaró, Esporles, Lloseta, Llucmajor, Manacor i Palma. Durant la dictadura de Primo de Rivera la UGT es consolidaria com el referent sindical més important a les Illes Balears. Així els socialistes balears tengueren un important paper durant la II República, amb la seva proclamació Llorenç Bisbal es convertí en Batle de Palma el 1931, així com altres socialistes ocuparien les batlies de diferents municipis. Alexandre Jaume va ser el primer socialista a ser elegit membre de les Corts, participant en la legislatura constituent. Després de les eleccions de 1936 i de la victòria del Front Popular el socialista Jaume Garcia i Obrador presidiria la Diputació Provincial fins al cop d'estat del 18 de juliol.
Els socialistes patiren durament la repressió, alguns dels seus principals dirigents com Alexandre Jaume o Jaume Garcia i Obrador foren assassinats, i d'altres sofriren l'exili i la presó.
Els intents de reconstituir el Partit Socialista a la clandestinitat foren protagonitzats per antics dirigents de les Joventuts Socialistes de les Illes Balears, però del 1940 al 1975 va tenir escassa presència, essent Andreu Crespí Salom el seu principal referent durant molts d'anys, a mitjans dels anys 70 els primers grups socialistes intentaren la refundació, amb la participació de noms com Fèlix Pons, Emilio Alonso o Manuel Mora. Després de la unificació amb el PSP el Partit Socialista cobraria més força a les illes, obtenint el seu primer gran èxit amb la batlia de Palma que fou ocupada per Ramon Aguiló entre 1979 i 1991.
El Partit Socialista va esdevenir segona força política de Balears ja enfront de la UCD i ha mantingut aquesta posició fins a les eleccions de 2008 en què superà al Partit Popular en nombre de vots per primera vegada en la història. Ha governat en coalició al Consell Insular de Mallorca (1995-1999; 2007-2011; i des de 2015), ha presidit el Govern de les Illes Balears en quatre ocasions (1999-2003, 2007-2011, i des de 2015 fins a l'actualitat, en dues legislatures seguides), ha presidit el Consell Insular de Mallorca (2007-2011; 2019-actualitat) i ha recuperat la batlia de Palma el 2019.
El 1990 el Congrés dels socialistes balears va decidir adoptar el nom de Partit dels Socialistes de les Illes Balears (PSIB-PSOE).

## Resultats Electorals

### Parlament de les Illes Balears
| Parlament de les Illes Balears |                   |         |         |         |     |      |                           |
| Any                            | Candidat          | Vots    | %       | Escons  | ±   | Pos. | Govern                    |
| 1983                           | Félix Pons        | 107.650 | 35,1%   | 21 / 54 | Nou | 2a   | Oposició                  |
| 1987                           | Francesc Triay    | 107.762 | 32,6%   | 21 / 59 | =   | 2a   | Oposició                  |
| 1991                           | Francesc Obrador  | 102.161 | 30,4%   | 21 / 59 | =   | 2a   | Oposició                  |
| 1995                           | Francesc Triay    | 90.008  | 24,3%   | 16 / 59 | 5   | 2a   | Oposició                  |
| 1999                           | Francesc Antich   | 80.327  | 22,02%  | 13 / 59 | 3   | 2a   | Coalició (PSOE-PSM-EU-EV) |
| 2003                           | Francesc Antich   | 104.614 | 24,54 % | 15 / 59 | 2   | 2a   | Oposició                  |
| 2007                           | Francesc Antich   | 137.863 | 32,95%  | 23 / 59 | 2   | 2a   | Coalició (PSOE-Bloc-UM)   |
| 2011                           | Francesc Antich   | 104.397 | 24,9%   | 18 / 59 | 5   | 2a   | Oposició                  |
| 2015                           | Francina Armengol | 81.073  | 18,94 % | 14 / 59 | 4   | 2a   | Coalició (PSOE-MÉS)       |
| 2019                           | Francina Armengol | 116.496 | 27,29 % | 19 / 59 | 5   | 1a   | Coalició (PSOE-Podem-MÉS) |
| 2023                           | Francina Armengol | 121.219 | 26,90 % | 18 / 59 | 1   | 2a   | Oposició                  |

### Congrés dels Diputats
| Congrés dels Diputats |                 |         |        |        |     |      |
| Any                   | Candidat        | Vots    | %      | Escons | ±   | Pos. |
| 1977                  | Félix Pons      | 73.554  | 23,3%  | 2 / 6  | Nou | 2a   |
| 1979                  | Félix Pons      | 88.232  | 29,4%  | 2 / 6  | =   | 2a   |
| 1982                  | Gregori Mir     | 144.232 | 40,4%  | 3 / 6  | 1   | 1a   |
| 1986                  | Félix Pons      | 137.363 | 40,3%  | 3 / 6  | =   | 1a   |
| 1989                  | Félix Pons      | 118.624 | 34,4%  | 3 / 6  | =   | 2a   |
| 1993                  | Félix Pons      | 140.145 | 34,0%  | 3 / 7  | =   | 2a   |
| 1996                  | Teresa Riera    | 155.244 | 35,9%  | 3 / 7  | =   | 2a   |
| 2000                  | Teresa Riera    | 116.515 | 29,3%  | 2 / 7  | 1   | 2a   |
| 2004                  | Francesc Antich | 185.623 | 39,5%  | 4 / 8  | 2   | 2a   |
| 2008                  | Antoni Garcias  | 209.451 | 44,2%  | 4 / 8  | =   | 1a   |
| 2011                  | Pablo Martín    | 126.512 | 28,9%  | 3 / 8  | 1   | 2a   |
| 2015                  | Ramón Socías    | 88.635  | 18,3%  | 2 / 8  | 1   | 3a   |
| 2016                  | Pere Joan Pons  | 93.363  | 20,1%  | 2 / 8  | ±0  | 3a   |
| 2019 (I)              | Pere Joan Pons  | 136.358 | 26,34% | 3 / 8  | 1   | 1a   |
| 2019 (II)             | Pere Joan Pons  | 115.567 | 25,44% | 2 / 8  | 1   | 1a   |

## Símbols
Com és habitual en les organitzacions socialistes, utilitzen dues banderes principals: una en gran part vermella amb el nom i l'emblema en blanc, i una blanca amb el logotip.

## Secretaris generals
- 1982-1983: Francesc Triay
- 1983-1985: Félix Pons Irazazábal
- 1985-1990: Josep Moll Marquès
- 1990-1994: Joan March Noguera
- 1994-1997: Francesc Triay
- 1997-2000: Andreu Crespí
- 2000-2011: Francesc Antich Oliver
- 2011-actualitat: Francina Armengol Socías

## Candidats a la presidència del Govern de les Illes Balears
- 1983: Félix Pons Irazazábal
- 1987: Francesc Triay
- 1991: Francesc Obrador Moratinos
- 1995: Francesc Triay
- 1999: Francesc Antich Oliver
- 2003: Francesc Antich Oliver
- 2007: Francesc Antich Oliver
- 2011: Francesc Antich Oliver
- 2015: Francina Armengol Socías
- 2019: Francina Armengol Socías

## Altres líders destacats
- Llorenç Bisbal
- Alexandre Jaume
- Jaume Garcia i Obrador
- Fèlix Pons
- Ramón Aguiló
- Joana Barceló Martí
- Francina Armengol
- Aina Calvo Sastre